# Bohumír Marynčák
Bohumír Marynčák (* 1914) byl český fotbalista, obránce.

## Sportovní kariéra
V československé lize hrál za SK Slezská Ostrava a Vítkovické železárny. Nastoupil ke 108 ligovým utkáním.

## Ligová bilance
| Ročník                                     | Zápasy | Góly | Klub                 |
| ------------------------------------------ | ------ | ---- | -------------------- |
| Národní liga 1939/40                       | -      | 0    | SK Slezská Ostava    |
| Národní liga 1943/44                       | -      | 0    | SK Slezská Ostava    |
| Státní liga 1945/46                        | -      | 0    | SK Slezská Ostava    |
| Státní liga 1946/47                        | -      | 0    | SK Slezská Ostava    |
| Státní liga 1947/48                        | -      | 0    | SK Slezská Ostava    |
| Celostátní československé mistrovství 1950 | -      | 0    | Vítkovické železárny |
| CELKEM                                     | 108    | 0    |                      |